# Clatworthy
Clatworthy är en ort och civil parish i Storbritannien.   Den ligger i grevskapet Somerset och riksdelen England, i den södra delen av landet, 230 km väster om huvudstaden London. Clatworthy ligger 220 meter över havet och antalet invånare är 101.
Terrängen runt Clatworthy är kuperad åt nordväst, men åt sydost är den platt. Runt Clatworthy är det ganska tätbefolkat, med 111 invånare per kvadratkilometer. Närmaste större samhälle är Taunton, 18,5 km öster om Clatworthy. Trakten runt Clatworthy består i huvudsak av gräsmarker.